# Sami Tajeddine
Sami Tajeddine (en arabe : سامي تاج الدين), né le 10 juin 1983 à Casablanca au Maroc, est un footballeur international marocain qui évoluait au poste de défenseur latéral droit au Raja Club Athletic.

## Biographie

### En club

#### Jeunesse et formation
Sami Tajeddine voit le jour le 10 juin 1983 dans la préfecture de Ain Chok, à Casablanca. Il commencer la pratique du football dans les petits terrains de son quartier avant de rejoindre le centre de formation du Raja Club Athletic.
Il passe par toutes les catégories de jeunes où il est entraîné successivement par Anis, Mohamed Nejmi, Fathi Jamal, Mustapha Bark et Hassan Bark, avant d'atteindre l'équipe espoir en 1998.
Après un accord signé avec l'Office de la formation professionnelle (OFPPT), le Raja ouvre en 1999 un centre de formation sous la férule de Fathi Jamal où les joueurs, retenus après une sélection, allient sports et études. Sami Tajeddine faisait alors partie du premier groupe de 26 joueurs qui a profité du centre de formation du Complexe sportif Raja-Oasis.

#### Débuts et confirmation (2000-2007)
Au début de la saison 2000-2001, il commence à figurer régulièrement parmi l'effectif de l'équipe première. Il ne tardera pas à prendre sa place de titulaire au sein d'une équipe riche en individualités.
Le 20 mai 2001, la formation de Silvester Takač bat le Kawkab de Marrakech (1-0), et aligne son 6e championnat d'affilée avec un total de 64 points, battant à nouveau le record qu'il établit la saison précédente. C'est le premier titre de Sami Tajeddine. Le 10 juin, il reçoit sa première titularisation au compte de la 30e journée contre le Raja de Béni Mellal (victoire 1-0).
Le 16 novembre 2002 au Stade Mohamed V, après la défaite du Raja à la manche aller (2-0) de la demi-finale de la Ligue des champions 2002 contre l'ASEC Mimosas, il délivre au match retour une prestation de haute volée sur le couloir droit. À la 45e minute, il pénètre rapidement la gauche de la défense ivoirienne et délivre la passe du premier but à Hicham Aboucherouane. Au terme d'un match mémorable, les Verts éliminent l'ASEC en s'imposant sur le score de 4-0 et accèdent ainsi à leur quatrième finale de ligue des champions pour affronter le Zamalek SC,. Âgé de 19 ans, il est titulaire sur le flanc droit lors de finale aller qui s'achève sur un nul (0-0) à Casablanca. Au match retour, Walter Meeuws le fait rentrer en seconde mi-temps à la place de Zakaria Aboub, mais il ne peut empêcher la déroute de son équipe qui s'incline au Caire sur le score de 1-0,.
Le 30 mai 2003, il inscrit son premier but en compétitions africaines au compte des huitièmes de finales de la Coupe de la CAF 2003 contre le FC 105 Libreville, dominé sur le score de 6-1. Il ajoute un second but en seconde mi-temps pour s'adjuger le premier doublé de sa carrière professionnelle. Le 9 novembre 2003 au Stade Roumdé Adjia, le Raja remporte la compétition face aux Camerounais du Cotonsport (0-0), après leur victoire au match aller 2-0 grâce aux buts de Mustapha Bidoudane et Ali Diallo.
Le 11 janvier 2004, le Raja remporte la Coupe du trône pour la 5e fois de son histoire en battant le Maghreb de Fès sur le score de 2-0, à la suite des buts de Moussa Souleiman et Bidoudane. Sami entre en jeu à la 78e minute à la place de Abdelouahed Abdessamad. Le 20 juin, le Raja est sacré champion du Maroc pour la 8e fois de son histoire après avoir battu le Kénitra AC en déplacement sur le score de 4-1.
Le 16 juillet 2005 au Stade Moulay Abdallah, Sami est absent à cause d'une blessure quand les Verts décrochent une autre Coupe du trône en battant en finale l'Olympique de Khouribga aux tirs au but (5-4), après que les deux équipes n'ont pas pu se départager au terme du temps réglementaire (0-0).
Le 6 mai 2006, le Raja remporte Ligue des champions arabes en battant l'ENPPI Club en finale aller-retour aux scores respectifs de 2-1 et 1-0. En championnat, l'équipe termine en 4e position, enregistrant son pire classement depuis 1995.
La saison 2005-2006 est plus compliquée pour Tajeddine, il est en effet rudement concurrencé par Rachid Soulaimani qui délivre des performances régulières. En octobre 2006, il revient aux terrains après deux mois d'inactivité.
Le 13 septembre, il inscrit son premier but de Ligue des champions arabes en ouvrant le score face au Shabab Tulkarm à la 2e minute (victoire 8-0).

#### Transfert et retour (2007-2010)
En fin de cycle, le niveau du Raja est très décevant et la saison 2006-2007 se solde par une 11e position au classement du championnat et une élimination des quarts de finale de la Coupe du trône contre le Wydad.
En septembre 2007, Sami Tajeddine est transféré à Fujaïrah SC sous forme de prêt d'une saison contre la somme de 32.000 dollars. avant de revenir au Raja en 2008. À son retour, il ne joue pas autant de minutes que par le passé mais remporte tout de même avec son équipe le championnat, le troisième de son palmarès personnel.

#### Déclin (2010-2013)
En janvier 2010, il est transféré pendant le mercato hivernal à l'Olympique de Safi.

### En sélection
Sur le plan international, Sami Tajeddine a porté les couleurs de l'équipe nationale des cadets et des juniors avant de prendre part aux Jeux olympiques d'été de 2004 avec Mustapha Madih où l'équipe du Maroc sort du premier tour en finissant troisième du groupe D derrière l'Irak et le Costa Rica. Il prendre part également à quelques matchs avec l'équipe nationale A sous la conduite de Badou Zaki.

## Sélections en équipe nationale
| Caps | Date       | Match                | Lieu  | Score | Compétition | But |
| 1    | 27/03/2002 | Maroc - Burkina Faso | Rabat | 4 - 0 | Amical      | --  |
| 2    | 17/11/2004 | Costa Rica - Maroc   | Tibás | 0 - 1 | Amical      | --  |
| ---- | ---------- | -------------------- | ----- | ----- | ----------- | --- |

### Les matchs olympiques
| Caps | Date       | Match              | Lieu    | Score | Compétition | But |
| 1    | 12/08/2004 | Costa Rica - Maroc | Athènes | 0 - 0 | JO 2004     | --  |
| 2    | 15/08/2004 | Maroc - Portugal   | Athènes | 1 - 2 | JO 2004     | --  |
| 3    | 18/08/2004 | Maroc - Irak       | Athènes | 2 - 1 | JO 2004     | --  |
| ---- | ---------- | ------------------ | ------- | ----- | ----------- | --- |

## Palmarès
Raja Club Athletic
| - Championnat du Maroc (3) : - Champion : 2000-01, 2003-04 et 2008-09. - Vice-champion : 2002-03. - Coupe du Trône (2) : - Vainqueur : 2001-02 et 2004-05. - Coupe de la CAF (1) : - Vainqueur : 2003. |  | - Ligue des champions arabes (1) : - Vainqueur : 2005-06. - Ligue des champions - Finaliste : 2002. |